# Медисон (Калифорнија)
Медисон (енгл. Madison) насељено је место без административног статуса у америчкој савезној држави Калифорнија.

## Демографија
По попису из 2010. године број становника је 503.
| Група             | 2000.    | 2010.       |
| Белци             | 0 (0,0%) | 102 (20,3%) |
| Афроамериканци    | 0 (0,0%) | 1 (0,2%)    |
| Азијати           | 0 (0,0%) | 3 (0,6%)    |
| Хиспаноамериканци | 0 (0,0%) | 384 (76,3%) |
| Укупно            | 0        | 503         |